# Ignition (альбом)
Ignition — другий студійний альбом американського панк-рок гурту The Offspring. Виданий 16 жовтня 1992 року на лейблі Epitaph Records. Продюсером цього альбому виступив Том Вілсон. Через досить маленький тираж першого студійного альбому гурту під назвою The Offspring (спочатку, цей альбом навіть не був виданий на CD), часто вважається дебютною платівкою гурту.
Ignition мав певний успіх у Південній Каліфорнії, і отримав позитивні відгуки серед слухачів. Маленький успіх цієї платівки був надалі розвинений у наступному альбомі Smash. Трек Kick Him When He's Down був виданий у 1995 році. Проте цей сингл не з’явився в збірці Greatest Hits.
Продажі альбому були неочікувано вдалими. 22 січня 1996 року Ignition отримав золотий статус. По всьому світу було продано понад 1 мільйона копій.
17 червня 2008 року Epitaph Records перевидала альбом .

## Список треків
Автор музики і слів The Offspring. 
| #     | Назва                     | Тривалість |
| ----- | ------------------------- | ---------- |
| 1.    | «Session»                 | 2:32       |
| 2.    | «We Are One»              | 3:59       |
| 3.    | «Kick Him When He's Down» | 3:16       |
| 4.    | «Take It Like a Man»      | 2:55       |
| 5.    | «Get It Right»            | 3:06       |
| 6.    | «Dirty Magic»             | 3:48       |
| 7.    | «Hypodermic»              | 3:21       |
| 8.    | «Burn It Up»              | 2:42       |
| 9.    | «No Hero»                 | 3:22       |
| 10.   | «L.A.P.D.»                | 2:45       |
| 11.   | «Nothing from Something»  | 3:00       |
| 12.   | «Forever and a Day»       | 2:37       |
| 37:23 |                           |            |

## Учасники

### The Offspring
- Декстер Холланд — вокал
- Кевін «Нудлз» Вассерман — гітара
- Грег К. — бас-гітара, бек-вокал
- Рон Уелті — ударні

## Зовнішні посилання
- Офіційний сайт The Offspring [Архівовано 24 квітня 2010 у Wayback Machine.]
- Epitaph Records [Архівовано 19 квітня 2010 у Wayback Machine.]
- Історія The Offspring